# Comédie de Clermont-Ferrand

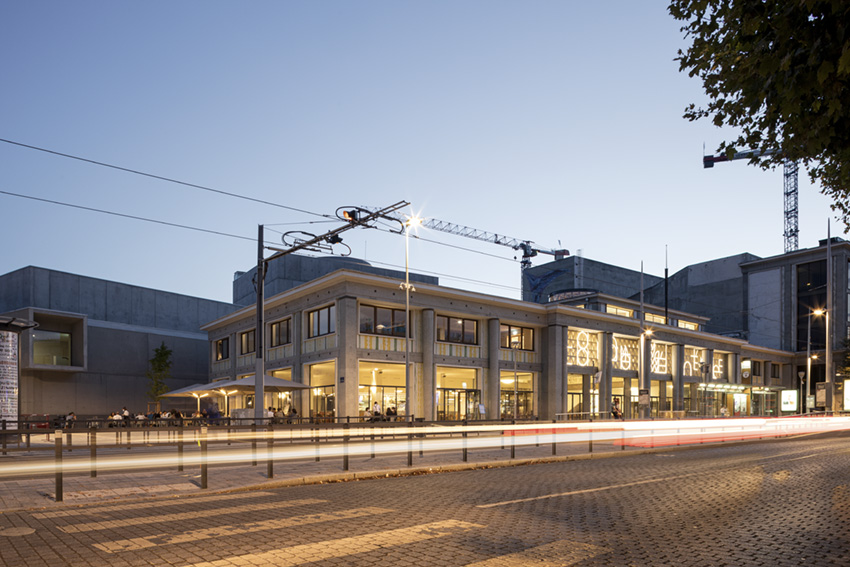
Le théâtre de La Comédie, greffé sur l’ancienne gare routière de la cité auvergnate, édifiée par Valentin Vigneron - photo Mathieu Noël

La Comédie de Clermont-Ferrand est une scène nationale située à Clermont-Ferrand.

## Historique
Elle a été créée le 3 avril 1997 sous la forme d'une association loi de 1901, reconnue d'intérêt général.
De 1997 à 2020 elle ne bénéficiait pas d'un lieu propre : les spectacles étaient proposés dans différentes salles de la ville telles que la maison des Congrès et de la Culture ou l'Opéra-Théâtre. Un lieu de spectacle dédié à la Comédie est ouvert en septembre 2020.

## Lieu propre
La construction d'un bâtiment propre a été confiée à l’architecte portugais Eduardo Souto de Moura (École de Porto, Prix Pritzker 2011), associé à l’agence clermontoise Bruhat et Bouchaudy Architectes. Il ouvre ses portes en septembre 2020 avec une création de la compagnie de théâtre Rimini Protokoll. Situé sur le site de l'ancienne Gare routière de Clermont-Ferrand, le théâtre comporte 2 salles de spectacles dites de l’Horizon avec 878 places et des Possibles avec 336 places assises (et plus de 1000 personnes debout). Il bénéficie également d'un studio de répétition et de salles de médiation.

## Saison
La Comédie propose chaque année autour de 130 représentations dans différents domaines artistiques : théâtre, danse, musique et cirque.

## Fréquentation
En 2020, La Comédie de Clermont-Ferrand comptait environ 6500 abonnés.

## Directions
- Jean-Pierre Jourdain (1996-2001)
- Jean-Marc Grangier (janvier 2002 - août 2021)
- Céline Bréant (depuis septembre 2021)